# Salix vestita
Salix vestita är en videväxtart som beskrevs av Frederick Traugott Pursh. Salix vestita ingår i släktet viden, och familjen videväxter. Inga underarter finns listade i Catalogue of Life.